# Ernst Pape
Ernst Pape, född 29 juli 1717 i Västerås, död den 17 februari 1803 i Arboga, var en svensk borgmästare och riksdagsledamot.

## Biografi
Ernst Pape var son till Ernst Ferdinand Pape och dennes hustru Catharina Pape, född Huldt. Hans far var organist i Västerås domkyrka och musiklärare. Pape var gift med Christina Windrufva och fick med henne två barn.
Han utnämndes till Politie Borgmästare enligt kunglig fullmakt den 13 november 1762 och var riksdagsledamot för Borgarståndet åtminstone under riksdagen 1778.
Han utnämndes av Gustav III till en av kronprins Gustav Adolfs faddrar vid dennes dop den 10 november 1778 och fick vid drottningens kyrktagning den 27 december 1778 mottaga Gustav III:s faddertecken.